# Apotolamprus sparsepunctatus
Apotolamprus sparsepunctatus là một loài bọ cánh cứng trong họ Bọ hung (Scarabaeidae).